# كلير ديلوكا
كلير ديلوكا (بالفرنسية: Claire Deluca)‏ هي ممثلة فرنسية، ولدت في 5 يونيو 1933 في الدائرة الثالثة عشرة في باريس في فرنسا، وتوفيت في 7 أبريل 2020 في نوجينت سور مارن في فرنسا.

## وصلات خارجية
- كلير ديلوكا على موقع IMDb (الإنجليزية)
- كلير ديلوكا على موقع ألو سيني (الفرنسية)
- كلير ديلوكا على موقع قاعدة بيانات الفيلم (الإنجليزية)